# Frontière entre la Colombie et le Costa Rica
La frontière entre la Colombie et le Costa Rica est définie par deux traités, le traité Fernández-Facio pour la frontière dans la mer des Caraïbes et le traité Lloreda-Gutiérrez pour la frontière de l'océan Pacifique.
Le traité Fernández-Facio est signé à San José le 17 mars 1977. Il est ratifié par le Congrès de la République de Colombie via la Loi N° 8 de 1978. Il n'a pas encore été approuvé par l'assemblée législative du Costa Rica
.
Le traité délimite la frontière en mer des Caraïbes par un angle droit dont la pointe se situe au point 10° 49′ 00″ N, 82° 14′ 00″ O.
Le traité Lloreda-Gutiérrez est signé à Bogota le 6 avril 1984. Il est ratifié par le Congrès de la République de Colombie via la Loi N° 54 de 1985. Il n'a pas encore été approuvé par l'assemblée législative du Costa Rica.
Le traité délimite la frontière dans le Pacifique par deux segments, à l'ouest de l'île de Malpelo, joignant les points 5° 00′ 00″ N, 84° 19′ 00″ O, 3° 32′ 00″ N, 84° 19′ 00″ O et 3° 03′ 00″ N, 84° 46′ 00″ O.